# Лошкарівська сільська громада
Лошкарівська сільська об'єднана територіальна громада — об'єднана територіальна громада в Україні, в Нікопольському районі Дніпропетровської області. Адміністративний центр — село Лошкарівка.
Площа громади — 242,4 км², населення — 3719 мешканців (2018).
Утворена 14 червня 2017 року шляхом об'єднання Лошкарівської, Павлопільської та Шевченківської сільських рад Нікопольського району.

## Населені пункти
До складу громади входять 18 сіл: Водяне, Головкове, Звізда, Зелене, Іванівка, Крутий Берег, Лошкарівка, Максимівка, Маринопіль, Межуївка, Нова Балта, Олександропіль, Павлопілля, Приют, Сорочине, Христофорівка, Шевченкове та Шишкине.